# Provincie ve Švédsku

Švédské provincie.
Béžová barva – provincie náležející Norrlandu
Žlutá barva – provincie náležející Svealandu
Modrá barva – provincie náležející Götalandu

Provincie ve Švédsku jsou historické oblasti, na které se Švédské království v minulosti dělilo. V současném Švédsku leží 25 provincií (švédsky landskap). Nemají žádnou administrativní funkci, ale jsou historickým dědictvím a kulturní identifikací. Se současným rozdělením na kraje (län) se shodují jen částečně.
Provincie náleží do tří historických částí země: Götalandu (země Gótů), Svealandu (země Sveů) a Norrlandu (Severní země). Další provincie, které byly součástí království, leží v současném Finsku a částečně v Rusku. Toto území se historicky označovalo jako Österland (východní země).

## Historie

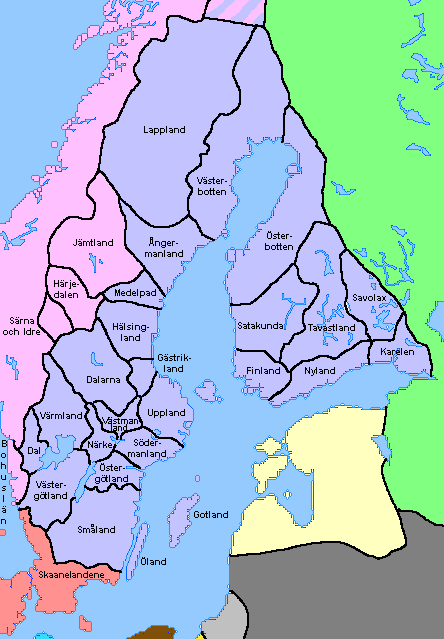
Švédské provincie v roce 1560

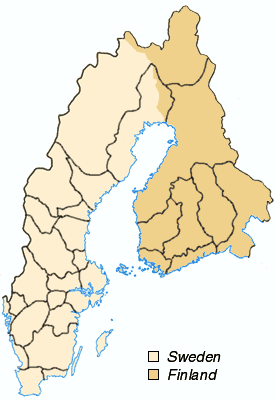
Švédské provincie mezi roky 1658 až 1809. Tmavším odstínem vyznačeno území Österlandu, dnešního Finska

Základem rozdělení Švédska na provincie je existence menších království, která švédští králové postupně připojili k ustavujícímu se švédskému státu. V roce 1350, kdy vládl Magnus Eriksson, měla každá z těchto zemí, považovaná za vévodství, vlastní zákony a sněm. Tato vévodství, postupně centralizací moci přeměněná na provincie, měla poměrně nezávislou vládu.
Provincie Laponsko (Lappland) byla jako jediná získána kolonizací.
V roce 1658 získalo Švédsko na základě mírové smlouvy z Roskilde dánské provincie Skåne, Blekinge, Halland a Gotland a norské provincie Bohuslän, Jämtland a Härjedalen. V roce 1809 naopak ztratilo ve finské válce s Ruskem oblast východně od Botnického zálivu (Österland), tedy území dnešního Finska a částečně Ruska.
Rozdělení na provincie ztratilo administrativní význam při reformě v roce 1634, kdy se začalo utvářet krajské zřízení.

## Přehled provincií
| Provincie     | Část země                        | Kraj                                                 | Rozloha (km²) | Počet obyvatel | Hustota zalidnění |
| ------------- | -------------------------------- | ---------------------------------------------------- | ------------- | -------------- | ----------------- |
| Blekinge      | Götaland                         | Blekinge                                             | 2 941         | 159 606        | 53,9              |
| Bohuslän      | Götaland                         | Västra Götaland                                      | 4 473         | 307 827        | 66,9              |
| Dalarna       | Svealand                         | Dalarna, Gävleborg, Jämtland a Värmland              | 29 086        | 284 524        | 9,7               |
| Dalsland      | Götaland                         | Västra Götaland a Värmland                           | 3 708         | 50 401         | 13,5              |
| Gotland       | Götaland                         | Gotland                                              | 3 140         | 59 686         | 18,5              |
| Gästrikland   | Norrland (před r. 1634 Svealand) | Gävleborg a Uppsala                                  | 4 181         | 156 667        | 36,8              |
| Halland       | Götaland                         | Halland, Västra Götaland a Skåne                     | 4 786         | 340 856        | 68,3              |
| Hälsingland   | Norrland                         | Gävleborg a Jämtland                                 | 14 264        | 131 173        | 9,2               |
| Härjedalen    | Norrland                         | Jämtland a Dalarna                                   | 11 954        | 9 626          | 0,8               |
| Jämtland      | Norrland                         | Jämtland, Västernorrland a Västerbotten              | 34 009        | 117 688        | 3,4               |
| Lappland      | Norrland                         | Västerbotten, Norrbotten a Jämtland                  | 109 702       | 89 991         | 0,8               |
| Medelpad      | Norrland                         | Västernorrland                                       | 7 058         | 126 746        | 17,8              |
| Norrbotten    | Norrland                         | Norrbotten                                           | 26 671        | 195 769        | 7,3               |
| Närke         | Svealand                         | Örebro, Östergötland a Västmanland                   | 4 126         | 218 780        | 50,5              |
| Skåne         | Götaland                         | Skåne                                                | 11 027        | 1 375 278      | 119,9             |
| Småland       | Götaland                         | Jönköping, Kalmar, Kronoberg, Halland a Östergötland | 29 330        | 774 177        | 25,7              |
| Södermanland  | Svealand                         | Södermanland, Stockholm, Östergötland a Västmanland  | 8 388         | 1 377 248      | 157,4             |
| Uppland       | Svealand                         | Uppsala, Stockholm a Västmanland                     | 12 676        | 1 377 248      | 126,4             |
| Värmland      | Svealand (před r. 1815 Götaland) | Värmland, Örebro a Västra Götaland                   | 18 204        | 321 333        | 17,5              |
| Västerbotten  | Norrland                         | Västerbotten                                         | 15 093        | 226 518        | 14,6              |
| Västergötland | Götaland                         | Västra Götaland, Jönköping, Halland a Örebro         | 16 676        | 1 374 838      | 79,6              |
| Västmanland   | Svealand                         | Västmanland, Dalarna a Örebro                        | 8 363         | 316 912        | 37,0              |
| Ångermanland  | Norrland                         | Västernorrland, Jämtland a Västerbotten              | 19 800        | 130 923        | 6,7               |
| Öland         | Götaland                         | Kalmar                                               | 1 342         | 26 088         | 19,3              |
| Östergötland  | Götaland                         | Östergötland                                         | 9 979         | 463 512        | 45,1              |
| Celá země     |                                  |                                                      | 410 977       | 10 343 403     | 24,7              |

Vodní plochy se do rozlohy nepočítají. Údaje o počtu obyvatel ke dni 31. 12. 2019.